# Puhački orkestar DVD-a Valpovo
Valpovački je Puhački orkestar, osnovan pri Vatrogasnom društvu 1890. godine, jedna je od najstarijih vatrogasnih glazbi u Hrvatskoj. Danas okuplja veliki broj glazbenika koji uspješno nastupaju kako u Valpovu i Valpovštini, tako i na državnim i regionalnim smotrama puhačkih orkestara, ali i na gostovanjima u inozemstvu. Orkestar ima i malu glazbenu školu u kojoj se sviranju pojedinih glazbala poučavaju djeca osnovnoškolske dobi. Godine 2005. Orkestar je proslavio 115. obljetnicu svoga osnutka, te je tim povodom u Valpovu održana Smotra puhačkih orkestara na kojoj je nastupilo oko 800 glazbenika. Među tradicionalnim godišnjim nastupima Orkestra su: vatrogasna bakljada ulicama Valpova uoči blagdana sv. Florijana, te Florijanska zabava koju organiziraju valpovački vatrogasci.
Povodom obilježavanja 120 godina osnutka objavljena je krajem 2010. godine povjesnica pod nazivom Povijest Puhačkog orkestra DVD-a Valpovo autora Stjepana Najmana.